# Quarto Stato

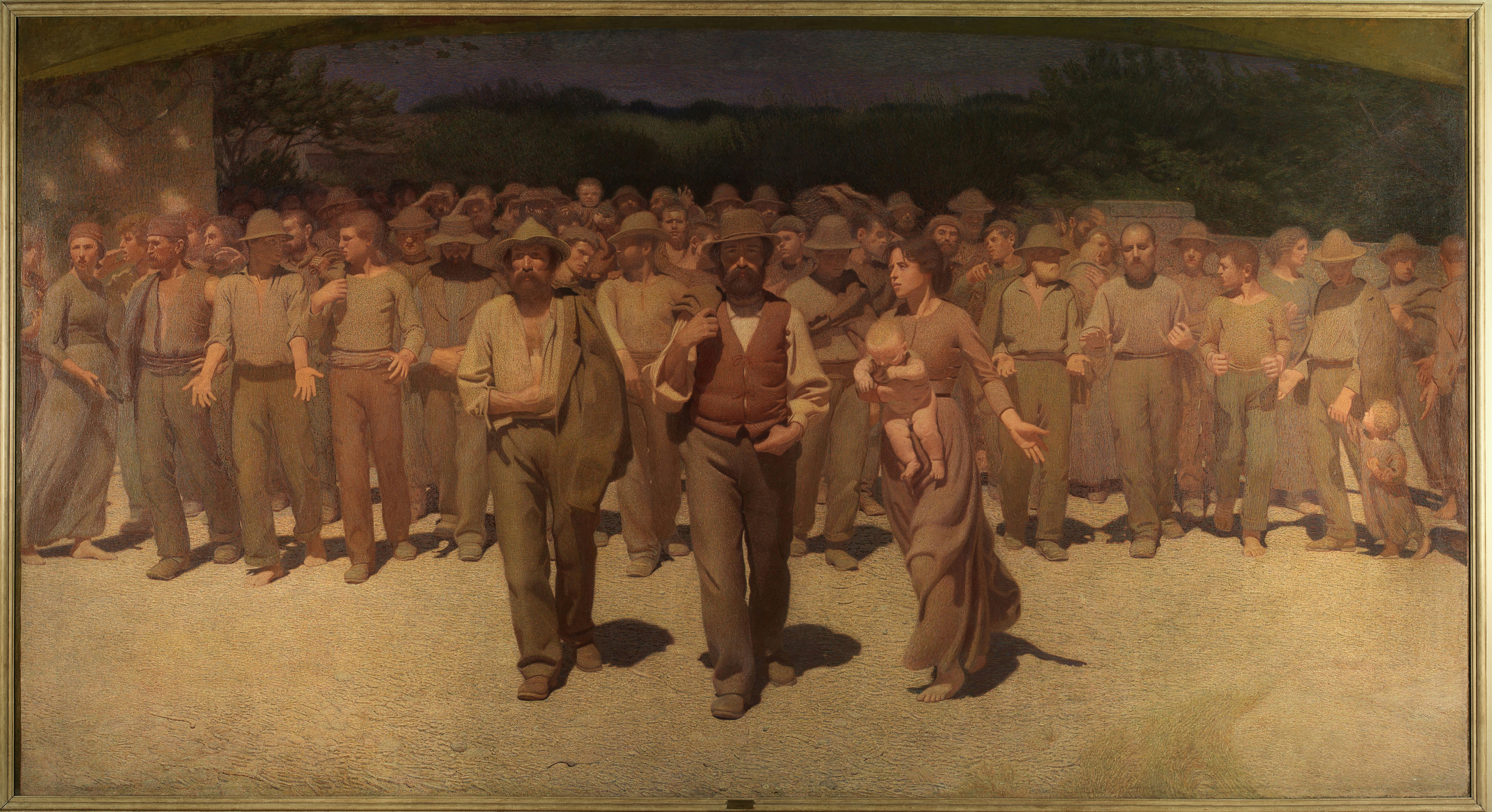
Il quarto stato, opera di Giuseppe Pellizza da Volpedo

L'espressione Quarto Stato, inizialmente usata per definire i ceti sociali meno abbienti, con la rivoluzione industriale è stata utilizzata come sinonimo di proletariato.

## Storia
Dal Medioevo, la società in Francia era divisa in tre Stati, con il Terzo Stato, fortemente maggioritario, ma non rappresentato, comprendente borghesi e contadini. Con la rivoluzione francese fu utilizzata per la prima volta l'espressione "Quarto Stato" per definire i ceti sociali che rimasero fuori dall'assemblea nazionale costituente (operai e contadini), in contrapposizione al Terzo Stato (borghesi), che invece fu rappresentato negli Stati generali del 1789.